# Скирта Андрій Вікторович
Андрі́й Ві́кторович Скирта (нар. 9 листопада 1992, Староолексіївка, Веселинівський район, Миколаївська область — пом. 15 листопада 2015, Золоте, Попаснянський район, Луганська область) — молодший сержант Збройних сил України. Учасник російсько-української війни.

## Життєпис
Андрій Скирта народився в селі Староолексіївка на Миколаївщині. 2009 року закінчив Веселинівську ЗОШ та вступив до Миколаївського педагогічного університету ім. Сухомлинського на історико-правовий факультет. Після першого курсу пішов до лав Збройних Сил України, службу проходив у танковому полку навчального центру «Десна».
2014 року був призваний за мобілізацією до лав 79-ї аеромобільної бригади, був у «гарячих точках», виходив з оточення та був поранений. Після демобілізації вдруге повернувся в зону АТО, у складі 10-го окремого мотопіхотного батальйону «Полісся» 59-ї окремої мотопіхотної бригади. Молодший сержант, головний сержант взводу — командир відділення.
15 листопада 2015 року близько 18:15, в районі опорного пункту, розташованого на північ від міста Золоте Попаснянського району Луганської області, під час виконання бойового завдання троє військовослужбовців підірвались на радіокерованому фугасі. Разом з Андрієм загинули сапер Валерій Чмихаленко та розвідник Сергій Гадіуллін.
Похований в смт Веселинове. Залишилася мати, Тетяна Скирта.

## Нагороди
За особисту мужність і героїзм, виявлені у захисті державного суверенітету та територіальної цілісності України, вірність військовій присязі нагороджений
- орденом «За мужність» III ступеня (27.11.2014).

За особисту мужність і високий професіоналізм, виявлені у захисті державного суверенітету та територіальної цілісності України, вірність військовій присязі нагороджений
- орденом «За мужність» II ступеня (22.8.2016, посмертно).

Нагороджений:
- нагрудним знаком «Ветеран війни»
- нагрудним знаком «Учасник АТО»
- нагрудним знаком «За зразкову службу»

## Вшанування пам'яті
6 квітня 2016 року у Веселинівській загальноосвітній школі І—ІІІ ступенів відкрито меморіальну дошку на честь земляка Андрія Скирти.